# Marie Anne Victoire Pigeon
Marie Anne Victoire Pigeon d'Osangis (París, 1724 - Berlín, 1767) va ser una matemàtica i escriptora francesa.
Era filla del científic Jean Pigeon. En 1744 va fugir amb el seu professor, el matemàtic Pierre Le Guay de Prémontval a Suïssa, on es van casar, i posteriorment a Berlín. En 1752 era professora de la princesa Guillermina de Hesse-Kassel.
Diderot la cita al costat del seu espòs en el seu llibre Jacques le Fataliste et son maître.Segons J. Assézat, és també a ella a qui es dirigeix la dedicatòria de Mémoires sud différents sujets de mathématiques, també de Diderot.

## Treballs
- Le méchaniste (sic) philosophe ou Mémoire contenant plusieurs particularités de la vie et des ouvrages du sieur Jean Pigeon [son père], La Haye, 1750.